# Pipile
Pipile es un género de aves galliformes de la familia Cracidae que agrupa a especies nativas de las selvas de América del Sur y Trinidad y Tobago, donde se distribuyen desde Trinidad, el norte de Venezuela, este de Colombia y las Guayanas hasta el noreste de Bolivia, este de Brasil y extremo noreste de Argentina. A sus miembros se les conoce por el nombre común de pavas.

## Taxonomía
Un reciente estudio basado en ADN mitocondrial, osteología y biogeografía llegó a la conclusión que las cuatro especies del género Pipile debían clasificarse en el género Aburria. No obstante, estas conclusiones no han sido aceptadas por el Comité de Clasificación de Sudamérica (SACC), ni por la lista de Clements.
La especie Pipile grayi fue tradicionalmente tratada como una subespecie de la pava goliazul (Pipile cumanensis), pero fue elevada a especie plena por algunos autores con base en diferencias morfológicas. Esta separación fue posteriormente seguido por otras clasificaciones.

## Especies
Según las clasificaciones del Congreso Ornitológico Internacional (IOC) y Clements Checklist/eBird el género agrupa a las siguientes especies con el respectivo nombre popular de acuerdo con la Sociedad Española de Ornitología (SEO), u otro cuando referenciado:
- Pipile jacutinga – pava yacutinga;
- Pipile cujubi – pava cuyubí;
- Pipile pipile – pava de Trinidad;
- Pipile cumanensis – pava goliazul;
- Pipile grayi – pava goliblanca.[7]